# Без копійки в Беверлі Гіллз (фільм, 1986)
«Без копійки в Беверлі Гіллз» (англ. Down and Out in Beverly Hills) — американська кінокомедія 1986 року режисера Пола Мазурського, дід якого був іммігрантом з України. Це оновлений римейк французького фільму 1932 року Жана Ренуара «Будю, врятований з води» (Boudu sauvé des eaux), який був екранізацією однойменної п'єси 1919 року французького драматурга Рене Фошуа.

## Сюжет
Волоцюга Джеррі Баскін (Нік Нолті) у пошуках свого пса Матіса заходить на територію вілли бізнесмена-мільйонера з Беверлі Гіллз Дейва Вайтмана (Річард Дрейфус). І коли волоцюга впав до басейну мільйонера, той не тільки врятував його, але й гостинно запропонував пожити в його домі. З цього моменту у житті мільйонера починають відбуватися комічні і непередбачувані події, в яких беруть участь як його близькі, так і чужі люди.

## Ролі виконують
- Нік Нолті — Джеррі Баскін, волоцюга
- Бет Мідлер — Барбара Вайтман, його дружина
- Річард Дрейфус — Дейв Вайтман, мільйонер
- Елізабет Пенья[en] — покоївка Кармен
- Літл Річард — Орвіс Ґуднайт
- Фелтон Перрі[en] — Ел

## Нагороди
- 1987 — Нагорода кіно та телебачення корпорації музичного мовлення США[en]:
  - за найкращу музику для фільму — Енді Саммерс